# Cantonul La Pacaudière
Cantonul La Pacaudière este un canton din arondismentul Roanne, departamentul Loire, regiunea Rhône-Alpes, Franța.

## Comune
- Changy
- Le Crozet
- La Pacaudière (reședință)
- Sail-les-Bains
- Saint-Bonnet-des-Quarts
- Saint-Forgeux-Lespinasse
- Saint-Martin-d'Estréaux
- Urbise
- Vivans